# José Mario Reyes Hernández
José Mario Reyes Hernández (Honduras, 17 de noviembre) es un Especialista, ingeniero en electrónica y catedrático hondureño. Fue Subsecretario de Estado en Transparencia y Encargado del Gobierno Digital de Honduras.

## Primeros años y educación
José Mario Reyes Hernández nació el 17 de noviembre. Creció en el Departamento de Olancho, realizando sus estudios primarios en la Escuela Policarpo Melara y los estudios secundarios en el Instituto Técnico El Sembrador Horeb. Luego ingresó a la Universidad Tecnológica Centroamericana (UNITEC), donde en se graduó de la carrera de Ingeniería en Electrónica en 2010 y de Maestría en Dirección Empresarial en 2014. También realizó estudios de maestría en Administración de Recursos Humanos en la Universidad UWE, Bristol, Reino Unido, así como Especialidad en Defensa y Seguridad Nacional en la Universidad de Defensa de Honduras.

## Vida profesional
De 2009 a 2014, José Mario Reyes Hernández se desempeñó en el área de electrónica y telecomunicaciones en el sector de telefonía móvil de Honduras, trabajando para el operador Millicom en sus operaciones con Tigo Honduras, específicamente en el despliegue de redes de radio 2G y 3G. Luego ejerció funciones en Proyectos de Modernización de Gestión Pública en el Instituto de Conservación Forestal (ICF).
Con base en sus estudios de maestría, trabajó como especialista en la Oficina de Innovación Pública de Honduras y lideró proyectos de seguimiento de programas sociales, políticas públicas de acceso al crédito, proyectos especiales, modernización del estado y gobierno digital.
En 2020, fue nombrado como Viceministro de Innovación Pública de Honduras, para posteriormente ejercer el cargo de ministro por ley, construyendo e impulsando el Gobierno Digital de Honduras, creando una administración más ágil, transparente y eficiente.

## Actualidad
A partir de sus logros en el Viceministerio de Innovación Pública, en 2021 José Mario Reyes Hernández fue juramentado como Viceministro de Transparencia y Encargado del Gobierno Digital de Honduras.
Entre sus proyectos más destacados, ha impulsado el uso de la firma electrónica avanzada para fortalecer, innovar y transparentar la función administrativa en las instituciones del Estado de Honduras.
José Mario Reyes Hernández impulsó y lanzó en diferentes instituciones del poder ejecutivo y la cooperación internacional tramitologías de alta demanda ciudadana entre las que figuran: Auténticas y Apostillas, Certificado de Traducción de documentos públicos con la Secretaría de Relaciones Exteriores y Cooperación Institucional de la República de Honduras y el Programa de las Naciones Unidas para el Desarrollo (PNUD), constancias laborales y años de servicio para el sector magisterial del país. Actualmente lidera proyectos de desarrollo internacional en Honduras.
De igual manera, en colaboración con la Secretaría de Seguridad y el Banco Interamericano de desarrollo (BID), ha liderado la modernización de la solicitud en línea del Certificado de Antecedentes Policiales para los ciudadanos de Honduras por medio del Gobierno Digital.